# Обратный сексизм
Обра́тный секси́зм (англ. reverse sexism) — понятие, предложенное частью гендерных исследователей для обозначения сексизма по отношению к мужчинам. Оно может описывать ущерб, который наносится мужчинам в основном за счёт позитивной дискриминации. Этот термин появился в качестве дополнения к понятию «сексизм», под которым чаще всего понимается именно гендерная дискриминация женщин. В то же время в разговорной речи слово «сексизм» иногда используется и как общее понятие, включающее в себя сексизм и в отношении мужчин как жертв дискриминации и социальных гендерных ожиданий. Такие толкования термина «сексизм» также встречаются в некоторых словарных определениях. 
Обратный сексизм рассматривается как ответная реакция на деятельность феминизма и критически сравнивается исследователями с обратным расизмом (однако подобные сравнения также и опровергаются). При этом термин «обратный сексизм» критикуется многими исследователями: одни утверждают, что мужчины не подвергаются сексизму, так как системная (институциональная) власть находится в их руках, и воспринимают его как пример ложных гендерных параллелей, другие не считают дискриминацию мужчин «обратным сексизмом» (или «обратной дискриминацией» по отношению к мужчинам). В то же время точка зрения, что позитивная дискриминация не является обратным сексизмом или обратной дискриминацией по отношению к мужчинам, также подвергается критике.

## История
Мужское движение, возникшее в
1970-х годах в ответ на деятельность феминизма, постулировало, что обратный сексизм является реальной социальной и культурной проблемой, и утверждало, что культурная версия обратного сексизма ограничивает мужскую чувствительность, подавляя эмоции мужчин, и определяет параметры отношений между мужчинами и женщинами. Оно попыталось предложить версию маскулинности, которая была бы толерантной как в гендерном, так и в сексуальном аспекте, и бросить вызов обратному сексизму. Такая организация, как Ассоциация по защите мужчин (англ. Men's Defence Association), основанная в 1971 году, возникла для оказания помощи мужчинам, сталкивающимся с дискриминацией, основанной на обратном сексизме, в делах о разводе и опеке, а также для защиты прав отцов.
Феминистка-теоретик Флоренс Раш характеризует появление идеи обратного сексизма как мизогинную реакцию на феминизм. По утверждениям Раш, продвигающие идею обратного сексизма защитники прав мужчин, такие как Уоррен Фаррелл и Сидни Силлер, глава Национальной организации за мужчин (англ. National Organization for Men), аргументируют её тем, что из-за феминистского движения общество изменилось и теперь якобы приносит пользу женщинам и вредит мужчинам. Активисты появившегося впоследствии Движения за права мужчин (англ. Men's rights movement), как, например, Рой ден Холландер, называли причиной обратной дискриминации мужчин феминизм, превративший их во второй пол.

## Проявления обратного сексизма
В качестве проявлений обратного сексизма сторонники этой концепции упоминают правила и нормативные акты о позитивной дискриминации, в частности на рабочем месте, негативные стереотипы и враждебные высказывания женщин о мужчинах, тенденции вынесения судебных решений в пользу женщин (например, в делах об опеке над детьми), санкции в виде осуждения и насмешек за интерес к традиционно «женским» профессиям (например, медбрат или воспитатель детского сада), сексуальную объективацию мужчин в рекламе. На возможность сексизма со стороны женщин в отношении мужчин указывается в ряде научных источников,  при этом мужчины чаще сталкиваются с сексизмом со стороны мужчин, чем со стороны женщин.
Социолог Фред Пинкус описывает несколько случаев из судебной практики, связанных с тем, когда применение практики позитивной дискриминации совмещалось с нарушением закона, обратной дискриминацией (в том числе по отношению к мужчинам), при этом отмечая, что большинство исков мужчин, связанных с позитивной дискриминацией, не было удовлетворено судами.

## Сравнение с обратным расизмом
Социологи Дэниел Ренфроу и Джудит Говард сравнивают заявления мужчин об обратном сексизме с заявлениями белых об обратном расизме и англосаксонских протестантов об обратном этноцентризме, поскольку все эти понятия появились как формы негативной реакции со стороны членов этих доминирующих групп. Они отмечают, что женщины могут быть сексистками (как и цветные люди — расистами), однако то, как могут проявляться эти предубеждения и какое влияние они могут оказывать или не оказывать, определяют отношения, связанные с социальной властью. Социолог Хорхе Гарсия отмечает, что заявления об обратном сексизме могут опровергаться по аналогии с критикой обратного расизма как реакции на политику позитивной дискриминации; в данном случае институциональный сексизм сопоставляется с институциональным расизмом.
В то же время гендерная исследовательница и юрист Кэтрин Маккиннон выступила против сравнений случаев, когда мужчины заявляют о реально существующем сексизме по отношению к ним, с ситуациями, когда белые некорректно заявляют о расизме в их адрес. Политолог Кристен Монро полагает, что дискриминация в отношении мужчин и белых может с тем же основанием называться соответственно сексистской и расистской (без указания на «обратность»), что и дискриминация в отношении женщин и чернокожих.

## Критика
Исследователи в сфере социальной справедливости Камден Странк и Лесли Локк утверждают, что дискриминация цисгендерных мужчин по признаку пола не является сексизмом из-за несистемного характера (в отличие от трансгендерных мужчин, которые подвергаются сексизму). Гендерные исследователи Стив Бирман, Нейл Коробов и Аврил Торн пишут, что обратный сексизм представляет собой «дезинформирующее представление», так как «хотя отдельные женщины или женщины в целом могут причинять вред определённым мужчинам или мужчинам как группам, это делается без поддержки социальной системы институциональной власти». По словам профессоров Озлема Сенсоя и Робина Дианджело, обратного сексизма не существует, потому что термин «сексизм» относится к «властным отношениям, которые являются историческими и встроенными, и эти отношения не являются обратными» и потому что «те же группы, которые исторически обладали системной властью в США и Канаде, продолжают её иметь».
Как отмечает социолог Фред Пинкус, следует разделять обратную и преднамеренную дискриминацию в отношении мужчин (как и белых). По мнению Пинкуса, в целом концепция обратной дискриминации (в отличие от преднамеренной) основывается на сомнительном представлении, что дискриминация как таковая осталась в прошлом, поэтому сегодня мужчины и женщины якобы находятся в равном положении, и что любые меры, направленные на улучшение положения женщин, якобы представляют собой нарушение равноправия и наступление на права и возможности мужчин. В своих радикальных версиях, как отмечают Фред Пинкус и Майкл Киммел, концепции обратной дискриминации, в частности обратного сексизма, связаны со страхом утраты своих социальных позиций и ярко выраженными чувствами неприязни, злости и обиды по отношению к представителям угнетённых групп.
Социолог Аллан Джонсон анализировал концепцию обратного сексизма как пример так называемых «ложных гендерных параллелей». Джонсон утверждал, что ложные гендерные параллели — широко распространённый вид реакции на критику патриархата, когда к каждому утверждению об угнетении женщин подбирается похожее утверждение о мужчинах. Создаваемое таким образом впечатление симметрии, однако, оценивалось Джонсоном как поверхностное, поскольку оно игнорирует широкий исторический и культурный контекст и вытекающие из него различия в последствиях патриархата для женщин и мужчин. В связи с этим он, будучи в этом вопросе последователем автора книги «Portraits of White Racism» Дэвида Уэллмана, выступал против того, чтобы называть антимужские предубеждения сексизмом и употреблял термин «сексизм» исключительно для обозначения ситуаций, связанных с мужскими привилегиями.
Часть гендерных исследователей критикует использование термина «обратный сексизм» в качестве обозначения сексизма в отношении мужчин. Радикальная феминистка Кэтрин Маккиннон, комментируя судебный процесс по делу Oncale v. Sundowner Offshore Services, Inc., касающемуся случая, когда мужчина подвергся сексуальным домогательствам со стороны других мужчин на рабочем месте, написала о том, что данный случай представляет собой пример прямой, а не обратной дискриминации по половому признаку. Маккиннон указала, что случаи, когда мужчины обоснованно заявляют о сексизме, существуют, и они должны иметь возможность подавать в суд в таких случаях. Пол Натансон и Кэтрин Янг высказывают следующее мнение: «Даже когда они (некоторые феминистки) признают сексизм со стороны женщин, обычно они объясняют его как „обратный сексизм“, внушая этим, что то ли это не настоящий сексизм, то ли он по какой-то причине простителен». Политолог Кристен Монро отмечает, что реальной обратной стороной дискриминации по признаку пола (как и расы) является не-дискриминация, поэтому использование термина «обратный» по отношению к сексизму в отношении мужчин (как и расизму в отношении белых) некорректно.

## Контркритика
Социальный философ Дэвид Бенатар критикует точку зрения, по которой позитивную дискриминацию по признаку пола нельзя приравнивать к обратной дискриминации мужчин или обратному сексизму. По его словам, эта точка зрения основывается на том, что в отличие от дискриминации женщин, которая основана на представлении о женщинах как о неполноценных по отношению к мужчинам, позитивная дискриминация не подразумевает под собой презрения к мужчинам и, следовательно, не является заведомо неправильной. Бенатар рассматривает этот аргумент как ошибочный, поскольку защитники позитивной дискриминации в отношении женщин будут возражать против ущемления женских прав, даже если оно не было вызвано убеждениями о неполноценности женщин. Он отмечает, что хотя вера в неполноценность тех, в отношении которых проводится дискриминация, вполне может усугубить сексизм, основная несправедливость сексизма заключается в дискриминационном и жестоком обращении по отношению к его жертвам. Бенатар характеризует позитивную дискриминацию по признаку пола как сексистскую.